# 水酸化テトラメチルアンモニウム
水酸化テトラメチルアンモニウム（すいさんかテトラメチルアンモニウム、英: Tetramethylammonium hydroxide）は、化学式 {\displaystyle {\ce {[(CH3)4N]+[OH]^-}}}で表される、最もシンプルな第四級アンモニウム塩。TMAHまたはTMAOHと略される。比較的安定した固体の五水和物の形で知られ、市販品は水溶液またはメタノール溶液として販売されている。固体および水溶液は無色だが、不純物を含むと黄色みがかる。純粋なものは無臭であるが、不純物として含まれるトリメチルアミンにより生臭さが生じることがある。後述のように、試薬や工業用途など幅広く用いられる。

## 化学
無水物は単離されておらず、安定した水和物の形で存在する。五水和物（{\displaystyle {\ce {C4H13NO{\cdot }5H2O}}}）は10424-65-4、三水和物（{\displaystyle {\ce {C4H13NO{\cdot }3H2O}}}）は10424-66-5のCAS登録番号が割り振られている。一般には2ないし25 %の水溶液またはメタノール溶液として流通しており、この場合のCAS登録番号は75-59-2である。水溶液は強塩基性を持ち、1 %水溶液のpHは12.9である。

### 製造
文献による最も古い水酸化テトラメチルアンモニウムの製造は、1905年のJ. WalkerとJ. Johnstonにより無水メタノール中で塩化テトラメチルアンモニウム（TMAC）と水酸化カリウムを混合したものである。
{\displaystyle {\ce {Me4N^+Cl^- + KOH -> Me4N^+HO^- + KCl}}}
その文献では三水和物の存在と単離方法も提示されており、大気中の水分と二酸化炭素との親和性も強調されている。五水和物の融点は62〜63°C、15°Cでの溶解度は220 g/100 mLと記された。
現在でも一般的に上述の苛性アルカリ分解法が用いられ、25〜30 wt%のメタノール溶液が得られるが、安価である代わりカリウムイオンや塩素イオンが5000 ppmほど混入する。ポジ型フォトレジスト現像液など高品質の製品が求められる場合には、一般にナフィオン膜のような陽イオン交換膜を使用したTMACの電気分解法が採られる。この方法では10〜25 wt%、金属イオン0.1 ppm以下、塩素イオン含量10 ppm以下となる。
{\displaystyle {\ce {Me4N^+Cl^- + H2O -> Me4N^+HO^- + 1/2H2 + 1/2Cl2}}}
さらに高純度の製造法は、電気分解法で製造したTMAHを電気透析する方法、ギ酸塩（下式1）・シュウ酸塩・メチル炭酸塩（下式2）などの有機酸テトラメチルアンモニウム塩水溶液の電気分解法、TMACを硫酸処理してTMAHの硫酸塩とし、これを水酸化バリウムで処理する方法などが発表されている。
1. {\displaystyle {\ce {Me3N + HCOOMe -> Me4NHCOO}}}
{\displaystyle {\ce {Me4NHCOO + H2O -> Me4NHO + H2 + CO2}}}
2. {\displaystyle {\ce {Me3N + Me2CO3 -> Me4NMeCO3}}}
{\displaystyle {\ce {Me4NMeCO3 + H2O -> Me4NHO + MeOH + CO2}}}

### 反応
強酸または弱酸から単純な酸塩基反応を受ける。例えば、テトラメチルアンモニウム塩の陰イオンは酸から誘導される。
(i) {\displaystyle {\ce {Me4N^+HO^- + HCl -> Me4N^+Cl^- + H2O}}}
(ii) {\displaystyle {\ce {Me4N^+HO^- + CO2 -> Me4N^+HCO3^-}}}
水酸化テトラメチルアンモニウムの水溶液は、アンモニウム塩のメタセシス反応により他のテトラメチルアンモニウム塩の生成に使用される。この反応は、アンモニアと水を蒸発除去することにより、望む方向に進めることができる。例えば、チオシアン酸テトラメチルアンモニウムは、チオシアン酸アンモニウムから作ることができる。
{\displaystyle {\ce {Me4N^+HO^- + NH4^+SCN^- -> Me4N^+SCN^- + NH3 + H2O}}}
水溶液を減圧濃縮すると五水和物の針状結晶が析出し、さらに脱水濃縮を続けると三水和物を経て一水和物となり、135〜140℃でトリメチルアミンとジメチルエーテルとに分解する。
{\displaystyle {\ce {2Me4N^+HO^- -> 2Me3N + [Me2O + MeOH] + H2O}}}
（{\displaystyle {\ce {Me2O}}}は90 %、{\displaystyle {\ce {MeOH}}}は5 %以下）

## 用途
超LSIの製造に不可欠なポジ型フォトレジストの現像液として重要であり、140°C程度の熱処理で分解することから現像終了後に残留しにくい利点がある。オレイン酸やパルミチン酸などメチルエステル化の困難な脂肪酸に対するメチルエステル化能が高く、ガスクロマトグラフィー用の前処理剤としても有力である。触媒用途としては、ケイ素樹脂やピロリジノン、アクリロニトリル製造時の重合反応を始めとする重合・縮合反応、カニッツァーロ反応などに広く用いられるほか、青酸の四量体、ポリピロリドン、ポリペプチドなど様々な有機窒素化合物製造用の触媒としての特許がある。アルキレンカルボナート合成、有機亜リン酸エステル合成、N-アシルアミノホスホン酸シアノメチルエステルの合成などの用途がある。ゼオライト合成の有機構造規定剤としても使われる。このほか、再生繊維やポリエステル繊維の表面処理剤、粘土の解膠剤、二次電池用アルカリ電解質などに応用する特許がある。

## 毒性
テトラメチルアンモニウムイオンは神経や筋肉に影響を及ぼし、呼吸困難や筋肉の麻痺により死に至る。これは、自律神経節と神経筋接合部 (neuromuscular junction) における重要な神経伝達物質であるアセチルコリンに関係する。テトラメチルアンモニウムはニコチン性アセチルコリン受容体を活性化し、特に自律に強く作用する。このことから、伝統的に神経節興奮薬として分類される。強塩基性による化学やけども激しいが、神経への影響は皮膚の接触により生じ、中毒症状により死亡に至る場合がある。
以上のような毒性により、水酸化テトラメチルアンモニウムは2013年7月15日から毒物に指定された。